# Майло Янопулос
Майло Янопулос (при нар. Майло Ганраган; криптонім — Майло Андреас Ваґнер; англ. Milo Yiannopoulos, нар. 18 жовтня 1984) — британський полемік, політичний коментатор, громадський оратор і письменник. У минулому — головний редактор видання «Breitbart News». Називає себе «культурним лібертаріанцем». Майло є критиком ісламу, атеїзму, фемінізму, соціальної справедливості, політичної коректності й інших рухів.
Народився та виріс у Кенті. Після вильоту з Граматичної школи Саймона Ленґтона для хлопців навчався в Університеті Манчестера та Коледжі Вулфсона (Кембридж), однак ні один із них не закінчив. Відтак почав працювати в галузі технологічної журналістики для «The Telegraph», після чого в 2011—2011 роках працював у мережевому журналі «The Kernel», який теж був присвячений технологічній журналістиці. Був одним із перших журналістів, які висвітлювали Ґеймерґейтський скандал.
У 2015 почав працювати в «Breitbart», притягуючи увагу до своїх поглядів та зв'язку компанії із альтернативними правими. Після переїзду до Сполучених Штатів став відкритим прибічником президентської кампанії Дональда Трампа в 2016 році. У липні 2016 року був назавжди заблокований у Твіттері за те, що компанія назвала «підбурюванням або участю в цілеспрямованій нарузі або цькуванні інших», посилаючись на надхненну Янопулосом кампанію расистського цькування супроти афро-американської акторки Леслі Джонс, у якій, втім, той не брав участі.

## Біографія
Виріс в невеликому місті у графстві Кент на півдні Англії. Матір — британка, батько — грек. Майло сповідує католицтво. Відкритий гей.
Вступив до Манчестерського університету, але кинув і не закінчив його. Також, проходив навчання у коледжі Вулфсона, Кембрідж, де вивчав англійську літературу протягом двох років, поки знову не кинув.

## Протест Майло в Берклі
В 2016—2017 роках Майло проводив тур вищими навчальними закладами США. Під час своїх виступів він підіймав теми, що стосувались засилля цензури і політкоректності, кризи здорового глузду і свободи слова в сучасному суспільстві, критикував постулати фемінізму, ісламізму та інших авторитарних течій. В Університеті Берклі, який є одним з напрестижніших ЗВО штату Каліфорнія, під час лекції Майло сталося протистояння між його сторонниками та протестуючими. Протестуючі, намагаючись зірвати виступ Майло, атакували поліцію, побудували барикади та підпалили кампус. В Університеті оголосили надзвичайний стан. Майло та його люди були вимушені евакуюватись. Республіканський клуб Університету, який виступав спонсором заходу, заявив: «Свобода слова мертва». Після його випадку, зустрічі Майло зі студентами в інших навчальних закладах були відмінені «в цілях безпеки».